# Oxythyrea tripolitana
Oxythyrea tripolitana är en skalbaggsart som beskrevs av Edmund Reitter 1891. Oxythyrea tripolitana ingår i släktet Oxythyrea och familjen Cetoniidae. Inga underarter finns listade i Catalogue of Life.